# Paromalus similis
Paromalus similis är en skalbaggsart som beskrevs av Lewis 1888. Paromalus similis ingår i släktet Paromalus och familjen stumpbaggar. Inga underarter finns listade i Catalogue of Life.